# Johann Friedrich Morhart

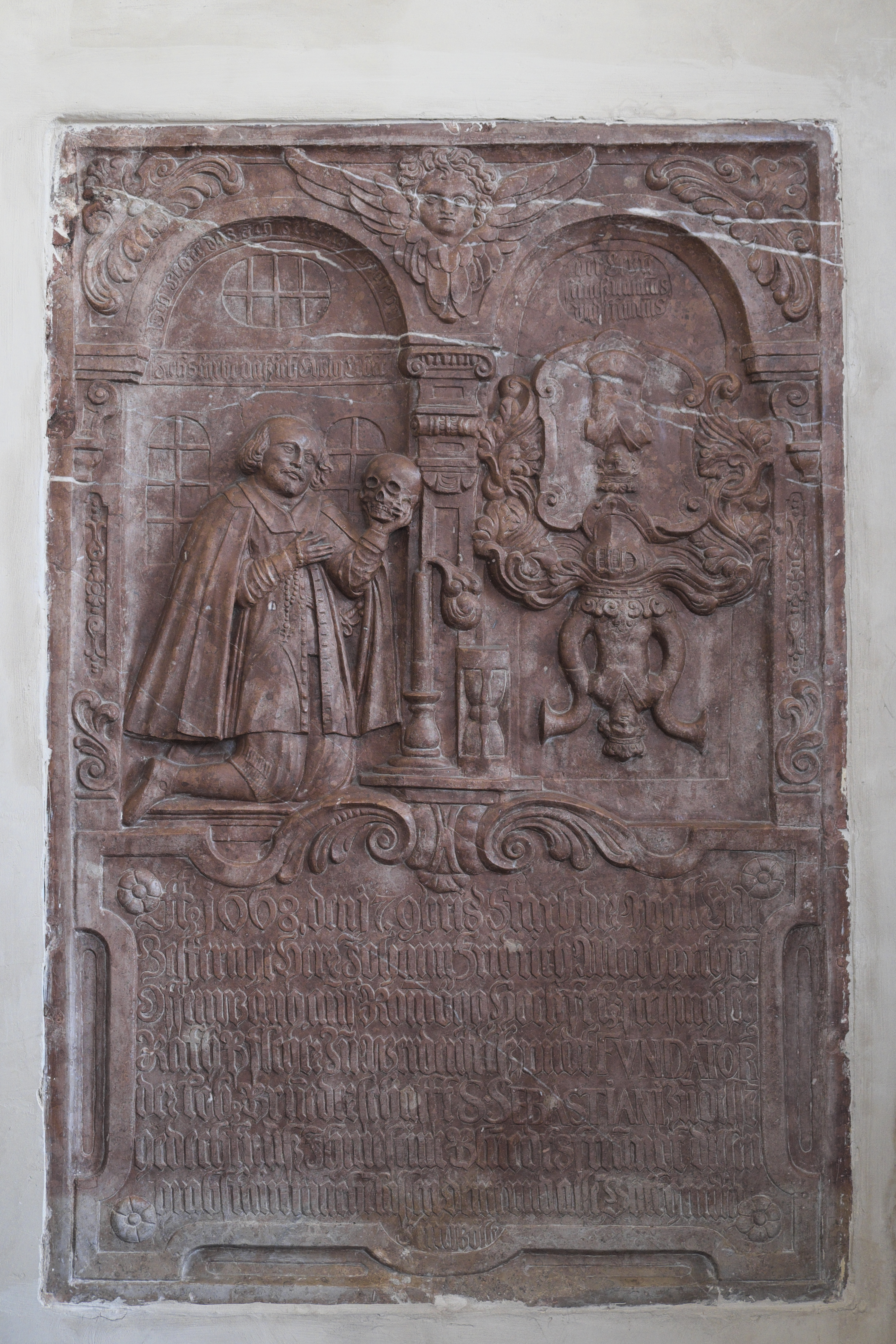
Epitaph für Johann Friedrich Morhart in der Kirche St. Magnus in Huglfing

Johann Friedrich Morhart von Offenwang in Romegg († 1668) war ein Grundherr in Rameck, heute ein Gemeindeteil von Huglfing im oberbayerischen Landkreis Weilheim-Schongau, und in Offenwang, heute ein Gemeindeteil von Teisendorf im Landkreis Berchtesgadener Land.
Im Jahr 1662 stiftete Morhart die Sebastiansbruderschaft in Huglfing.
In der katholischen Pfarrkirche St. Magnus in Huglfing befindet sich ein Epitaph für ihn. Der Verstorbene wird kniend mit einem Totenkopf in der einen und einem Rosenkranz in der anderen Hand dargestellt. Daneben ist sein auf den Kopf gestelltes Wappen zu sehen. Das besagt, dass sein Geschlecht mit ihm ausgestorben ist. Johann Friedrich Morhart vermachte der Sebastiansbruderschaft die einstige Grabkapelle der Romegger.
Über dem Eingang derselben Kirche ist ein Porträt von ihm angebracht.